# Instytut Francji
Instytut Francji (fr. Institut de France) – francuskie towarzystwo naukowe założone 25 października 1795.

## Akademie
Instytut grupuje pięć głównych placówek naukowych pełniących funkcję akademii:
- Akademia Francuska (Académie française, zał. 1635)
- Académie des inscriptions et belles-lettres (Akademia Inskrypcji i Literatury Pięknej, zał. 1663)
- Akademia Nauk (Académie des sciences, zał. 1666)
- Académie des beaux-arts(inne języki) (Akademia Sztuk Pięknych, zał. 1816)
- Académie des sciences morales et politiques(inne języki) (Akademia Nauk Moralnych i Politycznych, zał. 1795)

## Biblioteki
- Bibliothèque Mazarine(inne języki) w Paryżu
- Bibliothèque de l'Institut(inne języki) j.w.
- Bibliothèque Thiers(inne języki) j.w.[1]
- Bibliothèque du musée Condé w Chantilly